# Spellbound (film, 2002)
Pour les articles homonymes, voir Spellbound.
Pour plus de détails, voir Fiche technique et Distribution.
Spellbound est un film américain réalisé par Jeffrey Blitz, sorti en 2002.

## Synopsis
Huit adolescents sont en compétition pour le Scripps National Spelling Bee de 1999.

## Fiche technique
- Titre : Spellbound
- Réalisation : Jeffrey Blitz
- Musique : Daniel Hulsizer
- Montage : Yana Gorskaya
- Production : Jeffrey Blitz et Sean Welch
- Société de production : Blitz/Welch et Cinetic Media
- Société de distribution : THINKFilm (États-Unis)
- Pays :  États-Unis
- Genre : Documentaire
- Durée : 97 minutes
- Dates de sortie : 
  -  États-Unis : 14 mars 2002 (South by Southwest)

## Distinctions
Le film a été nommé à l'Oscar du meilleur film documentaire en 2003.